# Густина струму

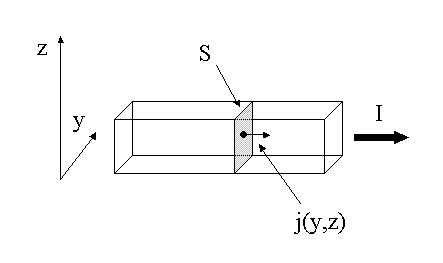
Зв'язок між струмом і густиною струму

## Густина електричного струму
Густина електричного струму — визначається як величина заряду, що протікає через одиничну площу за одиницю часу.
Густина струму — векторна величина, напрямок якої визначається напрямком потоку заряду. Вона позначається латинською літерою {\displaystyle \mathbf {j} }.
{\displaystyle j=|{\vec {j}}|={\frac {I}{S}},}
де I — сила струму через поперечний переріз провідника площею S.
У системі SI сила струму вимірюється в амперах. Відповідно, густина струму вимірюється в A/м².

## Густина електродного струму
Для випадку нехтувано малого заряджувального струму та однієї електродної реакції — густина електричного струму(j), що проходить через електрод, пов'язана з густиною потоку
частинок В рівнянням:
J= nF(NB)/νB,
де n— зарядове число електродної реакції, (NB) — нормальна компонента вектора NB на границі електрод-розчин, νB — стехіометричне число компонента В.

## Густина обмінного струму
Термін стосується рівноважних електродних реакцій. Протікання струму через електрод при рівноважному потенціалі не фіксується, однак рівновага є динамічною, отже, електродні реакції відбуваються з однаковими швидкостями в прямому та зворотному напрямках, даючи в результаті нульовий «чистий» струм. Густина обмінного струму реакції є власне тією густиною струму, що в умовах рівноваги однаково протікає в обох напрямках. Швидкість електродної реакції можна виразити через густину струму. Велика густина обмінного струму вказує на швидку електродну реакцію, а мала — на повільну.